# Kungsbacka (đô thị)
Đô thị Kungsbacka (Kungsbacka kommun) là một đô thị ở hạt Halland ở bờ biển tây Thụy Điển, khoảng 30 km về phía nam Gothenburg. Thủ phủ nằm ở thị xã Kungsbacka.
Năm 1969, Tölö đã được sáp nhập vào thành phố Kungsbacka. Năm 1971, đô thị này đã được thành lập khi thành phố Kungsbacka được sáp nhập với Särö. Năm 1974, 3 đô thị nữa được bổ sung vào đô thị này.
Đô thị Kungsbacka gần như hòa nhập vào vùng Đại Gothenburg, tuy nhiên về mặt hành chính lại không thuộc hạt Västra Götaland như vùng đại đô thị này.

## Các đơn vị dân cư trực thuộc
There are 22 khu vực đô thị(cũng gọi là Tätort hay đơn vị địa phương) in Kungsbacka Municipality.
Bảng dưới đây liệt kê các đơn vị trực thuộc của đô thị này theo quy mô dân số thời điểm 31 tháng 12 năm 2005. Thủ phủ được bôi đậm.
| #  | Địa phương       | Dân số |
| -- | ---------------- | ------ |
| 1  | Kungsbacka       | 17,784 |
| 2  | Onsala           | 11,375 |
| 3  | Billdal 1)       | 9,609  |
| 4  | Åsa              | 3,218  |
| 5  | Särö             | 2,982  |
| 6  | Fjärås kyrkby    | 2,213  |
| 7  | Frillesås 2)     | 1,924  |
| 8  | Backa            | 1,516  |
| 9  | Vallda           | 1,439  |
| 10 | Anneberg         | 1,398  |
| 11 | Västra Hagen     | 810    |
| 12 | Ölmanäs          | 787    |
| 13 | Buerås           | 556    |
| 14 | Halla Heberg     | 509    |
| 15 | Lerkil           | 411    |
| 16 | Gundal och Högås | 363    |
| 17 | Hagryd-Dala      | 355    |
| 18 | Hjälmared        | 341    |
| 19 | Brattås          | 339    |
| 20 | Kläppa           | 298    |
| 21 | Hjälm            | 251    |
| 22 | Röda holme       | 201    |

1) Billdal thuộc hai đô thị . Khoảng 3.000 dân thuộc đô thị Gothenburg
2) Một phần nhỏ của Frillesås thuộc đô thị Varberg